# Віті (містечко, Вісконсин)
Віті (англ. Withee) — місто (англ. town) в США, в окрузі Кларк штату Вісконсин. Населення — 1033 особи (2020).

## Демографія
Згідно з переписом 2010 року, у місті мешкало 966 осіб у 292 домогосподарствах у складі 234 родин. Було 310 помешкань
Расовий склад населення:
| - 98,0 % — білих - 1,1 % — азіатів - 0,1 % — корінних американців |

До двох чи більше рас належало 0,7 %. Частка іспаномовних становила 0,3 % від усіх жителів.
За віковим діапазоном населення розподілялося таким чином: 35,2 % — особи молодші 18 років, 54,4 % — особи у віці 18—64 років, 10,4 % — особи у віці 65 років та старші. Медіана віку мешканця становила 28,9 року. На 100 осіб жіночої статі у місті припадало 100,0 чоловіків;  на 100 жінок у віці від 18 років та старших — 105,9 чоловіків також старших 18 років.
Середній дохід на одне домашнє господарство  становив 81 496 доларів США (медіана — 53 750), а середній дохід на одну сім'ю — 91 293 долари (медіана — 58 929). Медіана доходів становила 38 750 доларів для чоловіків та 36 750 доларів для жінок. За межею бідності перебувало 17,6 % осіб, у тому числі 24,0 % дітей у віці до 18 років та 8,2 % осіб у віці 65 років та старших.
Цивільне працевлаштоване населення становило 368 осіб. Основні галузі зайнятості: виробництво — 23,4 %, сільське господарство, лісництво, риболовля — 20,1 %, освіта, охорона здоров'я та соціальна допомога — 14,7 %, роздрібна торгівля — 12,5 %.